# Andrea Raggi
Andrea Raggi (* 24. Juni 1984 in La Spezia) ist ein italienischer Fußballspieler.

## Karriere

### Verein
Raggi kommt aus der Jugendabteilung des FC Empoli. Mit 18 Jahren und dem damit verbundenen Wechsel in den Männerbereich wurde er an den Viertligisten US Carrarese verliehen, um dort erste Spielpraxis zu sammeln. Nach einer Saison kehrte er zu Empoli zurück, die zwischenzeitlich von der Serie A in die Serie B abgestiegen waren. Gleich in seiner ersten Saison konnte Raggi mit seinen Mannschaftskameraden den direkten Wiederaufstieg feiern und sich in die Stammformation spielen. Durch den italienischen Fußballskandal in der Saison 2006/07, konnte er mit Empoli einen hervorragenden siebten Tabellenplatz und die damit verbundene Teilnahme am UEFA-Pokal erreichen. Ab der Saison 2008/09 spielte der Verteidiger beim Ligakonkurrenten US Palermo, die ihn jedoch bereits in der Winterpause an Sampdoria Genua ausgeliehen haben. Nachdem er die Saison 2009/10 als Leihspieler beim FC Bologna verbracht hatte, ging er im Juli 2010 auf Leihbasis zum SSC Bari. Dem apulischen Verein wurde außerdem eine Kaufoption zugesichert. Diese zog der Verein allerdings, woraufhin Raggi im Sommer 2011 für 200 Tausend Euro zum FC Bologna wechselte. Dort verbrachte er aber nur ein Jahr, bevor er sich im Sommer 2012 ablösefrei dem AS Monaco anschloss.
Nach Ende der Saison 2018/19 verlängerte der AS Monaco Raggis Vertrag nicht.

### Nationalmannschaft
Für die U-21-Nationalmannschaft Italiens bestritt Andrea Raggi im Jahr 2007 insgesamt drei Spiele.

## Erfolge
FC Empoli
- Italienischer Zweitligameister: 2004/05

AS Monaco
- Französischer Meister: 2016/17